# Realme GT 6T
El Realme GT 6T es un teléfono inteligente de gama media-alta desarrollado por Realme como parte de su línea Realme GT. Se anunció el 22 de mayo de 2024 y se lanzó el 29 de mayo de 2024.
El 11 de abril de 2024 en China, Realme presentó el Realme GT Neo 6 SE, que comparte especificaciones similares con el Realme GT 6T, pero presenta una potencia de carga diferente.

## Características

### Pantalla
El GT 6T y el GT Neo 6 SE cuentan con una pantalla AMOLED LTPO 1.5K de 6.78 pulgadas , con una frecuencia de actualización de 120 Hz y un brillo máximo de hasta 6000 nits. Está protegida por Corning Gorilla Glass Victus 2.

### Rendimiento
El GT 6T y el GT Neo6 SE son los primeros smartphones equipados con el chipset Qualcomm Snapdragon 7+ de 3.ª generación. El GT 6T ofrece configuraciones de hasta 12 GB de RAM y 512 GB de almacenamiento, además de un sistema de refrigeración para gestionar el rendimiento térmico.

### Cámara
Los dispositivos incluyen una configuración de cámara trasera dual con un sensor principal de 50 MP y un sensor ultra gran angular de 8 MP, además de una cámara frontal de 32 MP. La cámara trasera principal cuenta con Estabilización Óptica de Imagen (OIS).

### Batería y carga
Albergan una batería de 5500 mAh que admite una carga rápida SuperVOOC de 120 W en el GT 6T, lo que garantiza una carga significativa en minutos, y una carga rápida SuperVOOC de 120 W en el GT Neo6 SE.

### Software
Los teléfonos funcionan con Realme UI 5 basado en Android 14 , con la promesa de tres años de actualizaciones importantes y cuatro años de actualizaciones de seguridad.